# Памятник Юрию Гагарину (Сан-Марино)
Памятник Юрию Гагарину в Сан-Марино был установлен 1 октября 2018 года, установка памятника была приурочена к двадцатипятилетнему юбилею установления дипломатических отношений между Россией и республикой Сан-Марино, находящейся на территории Апеннинского полуострова.
Памятник находится около входа на территорию государственного университета Сан-Марино.
Автором монумента является скульптор Алексей Леонов. Памятник, аналогичный тому, который был установлен в Сан-Марино, также находится в России в городе Калуга на родине основателя космонавтики Константина Эдуардовича Циолковского.
На торжественной церемонии открытия памятника присутствовали посол Российской Федерации в Италии и Сан-Марино Сергей Разов, представители руководства республики Сан-Марино, в частности государственный секретарь Сан-Марино по иностранным делам, политическим вопросам и юстиции Никола Ренци, ректор государственного университета Сан-Марино Коррадо Петрочелли и другие. Также в рамках церемонии открытия гостям и участникам было зачитано письмо с поздравлениями от главы Министерства иностранных дел России Сергея Лаврова.
Инициатива установки памятника Юрию Гагарину в Сан-Марино принадлежит Коррадо Петрочелли и международному благотворительному фонду «Диалог культур — Единый мир», который занимается реализацией международного проекта по установке памятников первому космонавту планеты Земля в различных странах мира.

## Описание памятника
Памятник представляет из себя бюст, выполненный из бронзы и прикреплённый на стелу из чёрного гранита, на которой нанесён рисунок, символически изображающий космическое пространство.
Юрий Гагарин изображён на памятнике в шлеме от космического скафандра, в котором он выполнил полёт в космос. Также в скульптуре изображена и верхняя часть самого скафандра.